# Sunyani

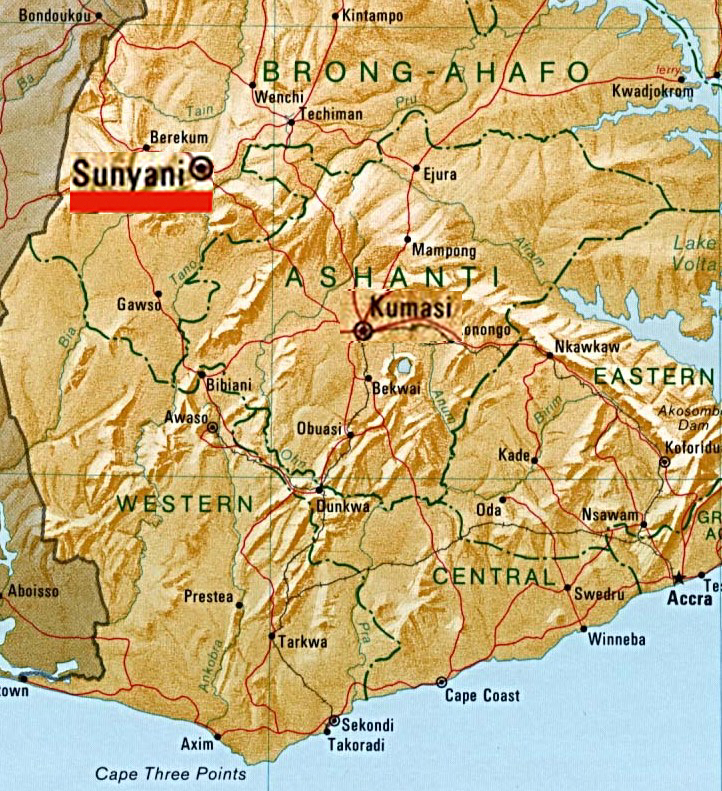
Karta som visar Sunyanis läge i Ghana.

Sunyani är en stad i Ghana och är huvudstad i regionen Brong Ahafo, och administrativ huvudort för distriktet Sunyani. Folkmängden uppgick till 75 366 invånare vid folkräkningen 2010. Många omgivande samhällen har växt samman med Sunyani, bland annat Abesim, 16 441 invånare 2010, och Odumase (huvudort för distriktet Sunyani West, 16 542 invånare 2010).
Staden fungerade under 1800-talet som basläger för elefantjägare. Namnet kommer av ashantifolkets namn för elefant, "osono". 1924 utsåg den brittiska kolonialregeringen Sunyani som distriktshögkvarter. Efter att väg byggts mellan Sunyani och Kumasi blev Sunyani ett viktigt distributionsnav vad gäller kakaobönor, kolanötter och basvaror såsom majs och jams.